# Orimarga travassosi
Orimarga travassosi är en tvåvingeart som beskrevs av Alexander 1943. Orimarga travassosi ingår i släktet Orimarga och familjen småharkrankar. Inga underarter finns listade i Catalogue of Life.